# جبور (اسم)
جبور هو اسم علم مذكر من أصل عربي، ومعناه هو الذي يجبر العظام، ويغني الفقيروالملزم للفعل.

## شخصيات تحمل الاسم
- جبور الدويهي (1949[3][4] – )
- جبور عبد النور (1913)_1991)

## وصلات خارجية
- موسوعة السلطان قابوس لأسماء العرب نسخة محفوظة 5 أبريل 2019 على موقع واي باك مشين.